# Teampokal Dreiband
| Teampokal Dreiband bis 2019 DPMM |                                                                         |
|                                  |                                                                         |
| Details                          |                                                                         |
| Gründung                         | 1957, Umbenennung 2019                                                  |
| Disziplin                        | Dreiband                                                                |
| Austragung                       | jährlich                                                                |
| Verband                          | Deutsche Billard-Union (DBU)                                            |
| Hierarchie                       | Pokal                                                                   |
| Mannschaften                     | je nach Meldungen                                                       |
| Aktueller Pokal-Sieger           | BC Elfenbein Höntrop                                                    |
| Rekorde                          |                                                                         |
| Rekordmeister                    | 11 × • Düsseldorfer Bfr. 1954 • BF Horster-Eck Essen 1959               |
| Höchste Serie                    | 20 • Torbjörn Blomdahl 0000(BC Weywiesen) 0000(5. Oktober 2024 in Buer) |
| Bester Durchschnitt              | 1,473 • BC Stuttgart 1891 (2018/19)                                     |
| Wanderpokal der DPMM             |                                                                         |
|                                  |                                                                         |

Der Teampokal Dreiband existiert unter diesem Namen seit Mai 2019, bis dahin war er unter dem Namen Deutsche Pokalmannschaftsmeisterschaft (kurz: DPMM) bekannt. Dieser wurde schon seit der Saison 1957/58 im Dreiband  des Karambolagebillards ausgetragen. Die Offizielle Umbenennung wurde im März 2019 vom neu ernannten DBU-Sportwart Markus Dömer am 14. Juli 2019 bekanntgegeben.

## Modus
Von 1957/58 bis 1959/60 und 1975/76 bis 1981/82 wurden im K.-o.-System Qualifikationsspiele der verschiedenen Landesverbände ausgetragen. Die letzten beiden Mannschaften qualifizierten sich für das Endspiel. Von 1960/61 bis 1975/76 wurde eine Endrunde mit vier Mannschaften im Round Robin Modus ausgetragen. Ab der Saison 1982/83 wird eine K.-o.-Runde an einem Wochenende mit 16 Mannschaften gespielt. Diese Runde trägt jeweils ein Landesverband aus.
In der Saison 2021/22 wurde an einem Wochenende eine Qualifikationsrunde gespielt. Die acht besten Mannschaften spielten die Endrunde bei der Deutschen Meisterschaft in Bad Wildungen aus.
Der Sieger qualifiziert sich für den Coupe d’Europe.

## Turnierstatistik
Der MGD gibt den Generaldurchschnitt (erzielte Points geteilt durch die gespielten Aufnahmen) der jeweiligen Mannschaft während des Pokals an. Teilweise ist nur das Ergebnis des Endspiels angezeigt.

| Sieger der Deutschen Pokalmannschaftsmeisterschaft (DPMM) | Sieger der Deutschen Pokalmannschaftsmeisterschaft (DPMM) | Sieger der Deutschen Pokalmannschaftsmeisterschaft (DPMM) | Sieger der Deutschen Pokalmannschaftsmeisterschaft (DPMM) | Sieger der Deutschen Pokalmannschaftsmeisterschaft (DPMM) | Sieger der Deutschen Pokalmannschaftsmeisterschaft (DPMM) |
| Nr.                                                       | Saison                                                    | Ausrichtungsort                                           | Deutscher Pokalsieger                                     | MGD                                                       | Ref.                                                      |
| --------------------------------------------------------- | --------------------------------------------------------- | --------------------------------------------------------- | --------------------------------------------------------- | --------------------------------------------------------- | --------------------------------------------------------- |
| 01                                                        | 1957/58                                                   | Berlin                                                    | Düsseldorfer Bfr. 1954                                    | 0,523                                                     | [ 3 ]                                                     |
| 02                                                        | 1958/59                                                   | Berlin                                                    | Berliner Bfr. 1921                                        | 0,516                                                     | [ 3 ]                                                     |
| 03                                                        | 1959/60                                                   | Remscheid                                                 | Düsseldorfer Bfr. 1954                                    | 0,733                                                     | [ 3 ]                                                     |
| 04                                                        | 1960/61                                                   | Krefeld                                                   | Kölner BC 1908                                            | 0,676                                                     | [ 3 ]                                                     |
| 05                                                        | 1961/62                                                   | Köln                                                      | Düsseldorfer Bfr. 1954                                    | 0,595                                                     | [ 3 ]                                                     |
| 06                                                        | 1962/63                                                   | Münster                                                   | Kölner BC 1908                                            | 0,614                                                     | [ 3 ]                                                     |
| 07                                                        | 1963/64                                                   | Coesfeld                                                  | Kölner BC 1908                                            | 0,614                                                     | [ 3 ]                                                     |
| 08                                                        | 1964/65                                                   | Düsseldorf                                                | Düsseldorfer Bfr. 1954                                    | 0,716                                                     | [ 3 ]                                                     |
| 09                                                        | 1965/66                                                   | Köln                                                      | Kölner BC 1908                                            | 0,723                                                     | [ 3 ]                                                     |
| 10                                                        | 1966/67                                                   | Berlin                                                    | Kölner BC 1908                                            | 0,597                                                     | [ 3 ]                                                     |
| 11                                                        | 1967/68                                                   | Saarbrücken                                               | Düsseldorfer Bfr. 1954                                    | 0,627                                                     | [ 3 ]                                                     |
| 12                                                        | 1968/69                                                   | Düsseldorf                                                | Berliner Bfr. 1921                                        | 0,749                                                     | [ 3 ]                                                     |
| 13                                                        | 1969/70                                                   | Berlin                                                    | Berliner Bfr. 1921                                        | 0,770                                                     | [ 3 ]                                                     |
| 14                                                        | 1970/71                                                   | Berlin                                                    | Billard-Akademie Berlin                                   | 0,638                                                     | [ 3 ]                                                     |
| 15                                                        | 1971/72                                                   | Saarbrücken                                               | Düsseldorfer Bfr. 1954                                    | 0,627                                                     | [ 3 ]                                                     |
| 16                                                        | 1972/73                                                   | Düsseldorf                                                | Düsseldorfer Bfr. 1954                                    | 0,719                                                     | [ 3 ]                                                     |
| 17                                                        | 1973/74                                                   | Köln                                                      | Kölner BC 1908                                            | 0,782                                                     | [ 3 ]                                                     |
| 18                                                        | 1974/75                                                   | Köln                                                      | Kölner BC 1908                                            | 0,760                                                     | [ 3 ]                                                     |
| 19                                                        | 1975/76                                                   | München                                                   | Billard-Akademie Berlin                                   | 0,686                                                     | [ 3 ]                                                     |
| 20                                                        | 1976/77                                                   | Saarbrücken                                               | BSV München                                               | 0,647                                                     | [ 3 ]                                                     |
| 21                                                        | 1977/78                                                   | Saarbrücken                                               | Düsseldorfer Bfr. 1954                                    | 0,730                                                     | [ 3 ]                                                     |
| 22                                                        | 1978/79                                                   | Gelsenkirchen                                             | Düsseldorfer Bfr. 1954                                    | 0,688                                                     | [ 3 ]                                                     |
| 23                                                        | 1979/80                                                   | Dortmund                                                  | Düsseldorfer Bfr. 1954                                    | 0,780                                                     | [ 3 ]                                                     |
| 24                                                        | 1980/81                                                   | Dortmund                                                  | Düsseldorfer Bfr. 1954                                    | 0,796                                                     | [ 3 ]                                                     |
| 25                                                        | 1981/82                                                   | Bochum                                                    | BSV München                                               | 0,708                                                     | [ 3 ]                                                     |
| 26                                                        | 1982/83                                                   | Dortmund                                                  | BSV Duisburg-Hochfeld 74                                  | 0,781                                                     | [ 3 ]                                                     |
| 27                                                        | 1983/84                                                   | Dortmund                                                  | BC Berolina Berlin                                        | 0,769                                                     | [ 3 ]                                                     |
| 28                                                        | 1984/85                                                   | Berlin                                                    | BC Berolina Berlin                                        | 0,780                                                     | [ 3 ]                                                     |
| 29                                                        | 1985/86                                                   | München                                                   | BSV München                                               | 0,711                                                     | [ 3 ]                                                     |
| 30                                                        | 1986/87                                                   | Wanne-Eickel                                              | BSV München                                               | 0,794                                                     | [ 3 ]                                                     |
| 31                                                        | 1987/88                                                   | Krefeld                                                   | BSV Duisburg-Hochfeld 74                                  | 0,984                                                     | [ 3 ]                                                     |
| 32                                                        | 1988/89                                                   | Bottrop                                                   | BF Horster-Eck Essen 1959                                 | 0,919                                                     | [ 3 ]                                                     |
| 33                                                        | 1989/90                                                   | Krefeld                                                   | BF Horster-Eck Essen 1959                                 | 0,939                                                     | [ 3 ]                                                     |
| 34                                                        | 1990/91                                                   | Krefeld                                                   | BF Horster-Eck Essen 1959                                 | 1,043                                                     | [ 3 ]                                                     |
| 35                                                        | 1991/92                                                   | Krefeld                                                   | BSV München                                               | 0,924                                                     | [ 3 ]                                                     |
| 36                                                        | 1992/93                                                   | Krefeld                                                   | BF Horster-Eck Essen 1959                                 | 1,092                                                     | [ 3 ]                                                     |
| 37                                                        | 1993/94                                                   | Krefeld                                                   | BSG Neudorf-Hochfeld 32/36                                | 1,038                                                     | [ 3 ]                                                     |
| 38                                                        | 1994/95                                                   | Velbert                                                   | BF Horster-Eck Essen 1959                                 | 1,020                                                     | [ 3 ]                                                     |
| 39                                                        | 1995/96                                                   | Krefeld                                                   | DBC Bochum 1926                                           | 0,911                                                     | [ 3 ]                                                     |
| 40                                                        | 1996/97                                                   | Erlangen                                                  | BF Horster-Eck Essen 1959                                 | 1,114                                                     | [ 3 ]                                                     |
| 41                                                        | 1997/98                                                   | Velbert                                                   | BC Hilden 1935                                            | 1,273                                                     | [ 3 ]                                                     |
| 42                                                        | 1998/99                                                   | Velbert                                                   | 1. BSC Marl 58/74                                         | n. b.*1                                                   | [ 3 ]                                                     |
| 43                                                        | 1999/00                                                   | Berlin                                                    | BF Horster-Eck Essen 1959                                 | 6:2 (Finale)                                              | [ 3 ]                                                     |
| 44                                                        | 2000/01                                                   | Krefeld                                                   | BF Horster-Eck Essen 1959                                 | 1,080                                                     | [ 3 ]                                                     |
| 45                                                        | 2001/02                                                   | Bergisch Gladbach                                         | BF Horster-Eck Essen 1959                                 | 1,131                                                     | [ 3 ]                                                     |
| 46                                                        | 2002/03                                                   | Krefeld                                                   | Billard Club Frankfurt 1912                               | 5:3 (Finale)                                              | [ 3 ]                                                     |
| 47                                                        | 2003/04                                                   | Duisburg                                                  | BSC Hasselt                                               | n. b.*1                                                   | [ 3 ]                                                     |
| 48                                                        | 2004/05                                                   | Krefeld                                                   | BSC Hasselt                                               | 1,140 (Finale)                                            | [ 3 ]                                                     |
| 49                                                        | 2005/06                                                   | Duisburg                                                  | BC Gelsenkirchen-Feldmark 34                              | 0,924 (Finale)                                            | [ 3 ]                                                     |
| 50                                                        | 2006/07                                                   | Krefeld                                                   | BC Gelsenkirchen-Feldmark 34                              | 1,200 (Finale)                                            | [ 3 ]                                                     |
| 51                                                        | 2007/08                                                   | Fehrbach                                                  | BSV Velbert                                               | 1,100                                                     | [ 3 ]                                                     |
| 52                                                        | 2008/09                                                   | Duisburg                                                  | BV Bottrop-Fuhlenbrock                                    | 0,955                                                     | [ 3 ]                                                     |
| 53                                                        | 2009/10                                                   | Velbert                                                   | BSV Velbert                                               | 1,101                                                     | [ 3 ]                                                     |
| 54                                                        | 2010/11                                                   | Herten-Bertlich                                           | BF Horster-Eck Essen 1959                                 | 1,142                                                     | [ 3 ]                                                     |
| 55                                                        | 2011/12                                                   | Herten-Bertlich                                           | BF Horster-Eck Essen 1959                                 | 1,091                                                     | [ 3 ]                                                     |
| 56                                                        | 2012/13                                                   | Herten-Bertlich                                           | BCC Witten 1931                                           | 1,135                                                     | [ 3 ]                                                     |
| 57                                                        | 2013/14                                                   | Bergisch Gladbach                                         | Bottroper Billard Akademie                                | 1,148 (Finale)                                            | [ 3 ]                                                     |
| 58                                                        | 2014/15                                                   | Krefeld                                                   | Bergisch-Gladbacher BC                                    | 1,203 (Finale)                                            | [ 3 ]                                                     |
| 59                                                        | 2015/16                                                   | Velbert                                                   | Bergisch-Gladbacher BC                                    | 1,042 (Finale)                                            | [ 3 ]                                                     |
| 60                                                        | 2016/17                                                   | Herten-Bertlich                                           | Bottroper Billard Akademie                                | 1,047 (Finale)                                            | [ 3 ]                                                     |
| 61                                                        | 2017/18                                                   | Bergisch-Gladbach                                         | Bottroper Billard Akademie                                | 1,170 (Finale)                                            | [ 4 ]                                                     |
| 62                                                        | 2018/19                                                   | Herten-Bertlich                                           | BC Stuttgart 1891                                         | 1,730 (Finale)                                            | [ 5 ]                                                     |
| Sieger des Teampokal Dreiband                             |                                                           |                                                           |                                                           |                                                           |                                                           |
| Nr.                                                       | Saison                                                    | Ausrichtungsort                                           | Deutscher Pokalsieger                                     | MGD                                                       | Ref.                                                      |
| 63                                                        | 2019/20                                                   | Velbert                                                   | Bottroper Billard Akademie                                | 1,223 (Finale)                                            | [ 6 ]                                                     |
| 64                                                        | 2020/21                                                   | Bottrop                                                   | BC International Berlin                                   | 1,119 (Finale)                                            | [ 7 ]                                                     |
| 65                                                        | 2021/22                                                   | Bad Wildungen                                             | Billard Center Weywiesen                                  | 1,038 (Finale)                                            | [ 2 ]                                                     |
| 66                                                        | 2022/23                                                   | Velbert                                                   | BSV Velbert                                               | 1,199                                                     | [ 8 ]                                                     |
| 67                                                        | 2023/24                                                   | Velbert                                                   | Billard Center Weywiesen                                  | 1,274                                                     | [ 9 ]                                                     |
| 68                                                        | 2024/25                                                   | Bergisch-Gladbach                                         | BC Elfenbein Höntrop                                      | 1,086                                                     | [ 10 ]                                                    |

Anmerkungen
- *1 Ergebnis nicht bekannt.